# Comuna Ciîstopillea, Verhnii Rohaciîk
Ciîstopillea (în ucraineană Чистопілля) este o comună în raionul Verhnii Rohaciîk, regiunea Herson, Ucraina, formată din satele Ciîstopillea (reședința), Kojumeakî și Oleksiivka.

## Demografie
Componența lingvistică a comunei Ciîstopillea
     Ucraineană (93,88%)
     Rusă (6,12%)
Conform recensământului din 2001, majoritatea populației comunei Ciîstopillea era vorbitoare de ucraineană (93,88%), existând în minoritate și vorbitori de rusă (6,12%).